# 阿尔弗雷德·缪勒-阿尔玛克
阿尔弗雷德·缪勒-阿尔玛克（德語：Alfred Müller-Armack，1901年6月28日—1978年3月16日）德国经济学家、政治家，首创“社会市场经济”一词。1952年起，缪勒-阿尔玛克在路德维希·艾哈德领导下的联邦经济部任职，对德国的经济发展出力甚多。